# Mateus (Vila Real)
Pour les articles homonymes, voir Mateus.
Mateus est une paroisse de la commune portugaise de Vila Real.
Le village est célèbre pour son palais et son église de style baroque en très bon état, rempli d'objets anciens du XVe au XIXe siècle.